# Montes Raukumara
La sierra de Raukumara (en inglés Raukumara Range) es una pequeña cordillera en el este de la isla Norte de Nueva Zelanda. Se extiende al norte de la ciudad de Gisborne, cerca de cabo Este. Forman parte de la principal cadena montañosa de la isla Norte, que va hacia el noreste desde Wellington hasta cabo Este. El pico más alto de la isla que no es un volcán, el monte Hikurangi (1.755 m), forma parte de los montes Raukumara. Otras elevaciones prominentes de la cordillera son el Maungahaumi (1.213 m), el monte Arowhana (1.440 m) y el monte Raukumara (1343 m).